# Quận Jefferson, Tennessee
'
Quận Jefferson' là một quận thuộc tiểu bang Tennessee, Hoa Kỳ.
Quận này được đặt tên theo. Theo điều tra dân số của Cục điều tra dân số Hoa Kỳ năm 2000, quận có dân số 44.294 người, ước tính dân số năm 2005 là 48.394 người . Quận lỵ đóng ở Dandridge6.

## Địa lý
Theo Cục điều tra dân số Hoa Kỳ, quận có diện tích 814 km2, trong đó có 105 km2 là diện tích mặt nước.

### Quận giáp ranh
- Quận Hamblen (đông bắc)
- Quận Cocke (đông nam)
- Quận Sevier (nam)
- Quận Knox (tây)
- Quận Grainger (bắc)

## Thông tin nhân khẩu

Tháp tuổi theo điều tra dân số năm 2000.

Theo điều tra dân số 2 năm 2000, quận đã có dân số 44.294 người, 17.155 hộ gia đình, và 12.608 gia đình sống trong quận hạt. Mật độ dân số là 162 người trên một dặm vuông (62/km ²). Có 19.319 đơn vị nhà ở với mật độ trung bình là 71 trên một dặm vuông (27/km ²). Cơ cấu chủng tộc của quận bao gồm 95,66% người da trắng, 2,32% da đen hay Mỹ gốc Phi, 0,31% người Mỹ bản xứ, 0,27% châu Á, Thái Bình Dương 0,04%, 0,63% từ các chủng tộc khác, và 0,77% từ hai hoặc nhiều chủng tộc. 1,33% dân số là người Hispanic hay Latino thuộc một chủng tộc nào.
Có 17.155 hộ, trong đó 31,00% có trẻ em dưới 18 tuổi sống chung với họ, 59,90% là đôi vợ chồng sống với nhau, 9,80% có một chủ hộ nữ và không có chồng, và 26,50% là các gia đình không. 22,50% hộ gia đình đã được tạo ra từ các cá nhân và 8,20% có người sống một mình 65 tuổi hoặc lớn tuổi hơn là người. Cỡ hộ trung bình là 2,49 và cỡ gia đình trung bình là 2,89.
Trong quận, độ tuổi dân số đã được trải ra với 22,90% dưới độ tuổi 18, 10,60% 18-24, 29,10% 25-44, 24,50% từ 45 đến 64, và 12,90% từ 65 tuổi trở lên đã được những người. Độ tuổi trung bình là 36 năm. Đối với mỗi 100 nữ có 97,50 nam giới. Đối với mỗi 100 nữ 18 tuổi trở lên, đã có 94,00 nam giới.
Thu nhập trung bình cho một hộ gia đình trong quận đã được 32.824 USD, và thu nhập trung bình cho một gia đình là 38.537 USD. Phái nam có thu nhập trung bình 29.123 USD so với 20.269 USD của phái nữ. Thu nhập bình quân đầu người là 16.841 USD. Có 9,60% gia đình và 13,40% dân số sống dưới mức nghèo khổ, bao gồm 16,90% những người dưới 18 tuổi và 12,60% của những người 65 tuổi hoặc hơn.